# Lophosticha psorallodes
Lophosticha psorallodes är en fjärilsart som beskrevs av Oswald Beltram Lower 1902. Lophosticha psorallodes ingår i släktet Lophosticha och familjen mätare. Inga underarter finns listade i Catalogue of Life.